# Charles C. Crabbe

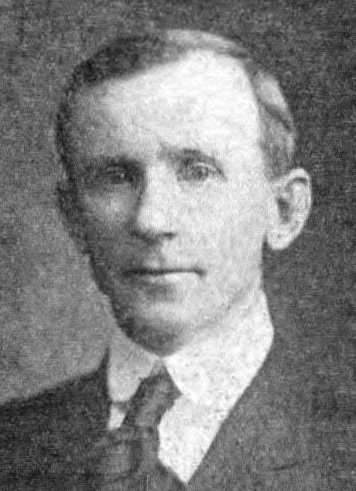
Charles C. Crabbe

Charles Carl Crabbe (* 1. November 1878 im Madison County, Ohio; † 2. Juni 1969 in Columbus, Ohio) war ein US-amerikanischer Jurist und Politiker (Republikanische Partei). Er saß im Repräsentantenhaus von Ohio und war von 1923 bis 1927 Attorney General von Ohio.

## Werdegang
Charles Carl Crabbe wurde 1878 auf einer Farm im Madison County geboren. Er besuchte Bezirksschulen. Dann unterrichtete er an einer Schule und studierte sieben Jahre lang Jura. Crabbe schloss ein Jurastudium am Ohio Northern University College of Law in Ada (Ohio) ab. Seine Zulassung als Anwalt erhielt er 1904 und begann dann im Madison County zu praktizieren. Crabbe bekleidete drei Amtszeiten lang den Posten als Staatsanwalt (Prosecuting Attorney) im Madison County. 1918 wurde er in das Repräsentantenhaus von Ohio gewählt. Er wurde später zweimal zum Attorney General von Ohio gewählt.
Am 22. September 1904 heiratete er Ida M. Roth in London (Ohio). Sie hatten einen Sohn namens John Roth Crabbe.